# Entre actos
Entre actos (título original en inglés, Between the Acts) es la novena y última novela de Virginia Woolf, publicada en 1941, poco después del suicidio de la autora. Es un libro cargado de significados y alusiones ocultas.
Describe el montaje, la representación y el público de una obra en un festival, de ahí el título, en un pequeño pueblo inglés justo antes del estallido de la Segunda Guerra Mundial. Gran parte de la obra anticipa la guerra, con alusiones veladas a conectarse con el continente por vía aérea, golondrinas representando a los aviones y hundiéndose en la oscuridad. La celebración es una obra representando un punto de vista bastante cínico de la historia inglesa.
Woolf une muchos hilos e ideas diferentes —una técnica particularmente interesante es el uso de palabras que riman para sugerir significados ocultos—. Se exploran las relaciones entre los personajes y aspectos de sus personalidades. El pueblo inglés sirve de nexo de unión a lo largo de la obra con sus diferencias y similitudes.
Esta obra final de Woolf resume y magnifica sus principales preocupaciones: la transformación de la vida a través del arte, la ambivalencia sexual y la reflexión sobre temas del flujo del tiempo y de la vida, presentaron simultáneamente conforme la corrosión y el rejuvenecimiento—todo establecido en una narrativa muy imaginativa y simbólica que abarca casi toda la historia inglesa—. Este libro es el más lírico de todos los suyos, no solo en el sentimiento sino también en estilo, escrito principalmente en verso.

## Personajes
- Bartholomew Oliver, viudo propietario de la casa en la que se hace la representación, oficial retirado del Ejército de la India.
- Giles Oliver, hijo de B. Oliver, tiene un trabajo en la ciudad y está inquieto y frustrado.
- Isa Oliver, esposa de Giles, que se queda en la casa con sus dos niños y ha perdido interés en Giles.
- Lucy Swithin, hermana de B. Oliver, vive también en la casa, es un poco excéntrica pero inofensiva.
- La señorita La Trobe, solterona que ha escrito la obra que se va a representar.
- Rupert Haines, granjero local por el que se siente atraído Isa Oliver.
- La señora Manresa
- William Dodge, amigo de la señora Manresa.